# Szklary (Krosno)
Pour les articles homonymes, voir Szklary.
Szklary est une localité polonaise de la gmina de Jaśliska, située dans le powiat de Krosno en voïvodie des Basses-Carpates.